# Lead Belly
Huddie William Ledbetter (Mooringsport, 20 januari 1888 – New York, 6 december 1949) werd onder de naam Leadbelly bekend als zanger en gitarist. Hoewel veel van zijn nummers zijn uitgebracht onder de naam Leadbelly (als één woord), spelde hij zijn naam zelf als Lead Belly. Zo staat het ook op zijn grafsteen en de naar hem vernoemde Lead Belly Foundation gebruikt ook deze spelling. Hij was de eerste zwarte zanger die door de blanke 'intellectuelen' werd omarmd. Zijn repertoire was met name gericht op folk en blues. Tot zijn bekendste nummers behoren "The House of the Rising Sun", "The Midnight Special", "Goodnight Irene", "Cotton Fields", "Black Girl" (ook wel "In the Pines" of "Where Did You Sleep Last Night" genoemd) en "Rock Island Line". Lead Belly heeft lange tijd samengewerkt met Blind Lemon Jefferson en met John Lomax. In 1989 werd hij opgenomen in de Nashville Songwriters Hall of Fame.

## Biografie
Lead Belly heeft meermalen in de gevangenis gezeten. In 1916 ontsnapte hij uit de gevangenis in Texas, waarna hij twee jaar door het leven ging onder de naam Walter Boyd. Toen vermoordde hij een man, waarna hij tot 30 jaar cel werd veroordeeld. In 1925 werd hem gratie verleend. Zijn gratieverzoek had hij muzikaal gebracht, met een liedje met de volgende tekst:
Please, Governor Neff, Be good 'n' kind
Have mercy on my great long time...
I don't see to save my soul
If I don't get a pardon, try me on a parole...
If I had you, Governor Neff, like you got me
I'd wake up in the mornin' and I'd set you free
(Governor Neff was gouverneur Pat Morris Neff)
In 1930 werd Lead Belly veroordeeld wegens poging tot moord. In juli 1933 werd hij in de gevangenis bezocht door John en Alan Lomax, met wie hij honderden nummers opnam. Het ging daarbij om work songs, liederen die de plantagearbeiders zongen onder het werk, en die dreigden verloren te gaan. In 1934 diende hij opnieuw een muzikaal gratieverzoek in, dat ingewilligd werd. Vervolgens ging hij toeren met John Lomax. Nadat John Lomax zich in 1935 bedreigd had gevoeld door Lead Belly, beëindigde hij de vriendschap.
In 1949 begon Lead Belly aan zijn eerste Europese tournee, maar hij werd ziek voordat hij deze kon afmaken. Later dat jaar overleed hij op 61-jarige leeftijd aan de gevolgen van ALS in New York. Hij werd begraven in Caddo Parish (Louisiana).

## Vaak gecoverde nummers
- "Goodnight Irene" (1933) - gecoverd door talloze artiesten, onder wie Little Richard in de jaren 50
- "Boll Weevil" (1934) - gecoverd door talloze artiesten, onder wie Shocking Blue
- "The Bourgeois Blues" (1938)
- "Fannin' Street" (1939)
- "Black Betty" (1939) - gecoverd door talloze artiesten, bv. in 1977 door Ram Jam, en in 2002 door Tom Jones
- "The Gallis Pole" (1939) - de uitvoering van Led Zeppelin (Gallows Pole) is weer gebaseerd op een opname uit 1962 van de Amerikaanse folkmuzikant Fred Gerlach
- "The Bourgeois Blues" (1939)
- "Cotton Fields" (1940) - gecoverd door talloze artiesten, onder wie de Beach Boys
- "Midnight Special" (1940) - gecoverd door talloze artiesten, onder wie Creedence Clearwater Revival
- "Pick a Bale of Cotton" (1940)
- "Black Girl" (1944) - Lead Belly heeft meerdere versies opgenomen, de meest bekende uit 1944 werd onder andere in 1956 gecoverd door The Louvin Brothers, in 1990 door Mark Lanegan als "Where Did You Sleep Last Night?", en in 1993 door Nirvana voor hun MTV Unplugged

## Trivia
- In 1976 werd het leven van Lead Belly verfilmd, met in de hoofdrol Roger E. Mosley ('T.C.' in de serie Magnum, P.I.).[3]
- Bob Dylan noemde Lead Belly op zijn eerste lp (Bob Dylan, 1962, geproduceerd door John H. Hammond) in zijn lied Song to Woody (een van Dylans eerste zelfgeschreven liedjes) over de legendarische Amerikaanse folkzanger Woody Guthrie: "here's to Cisco and Sonny and to Lead Belly too, and to all the good people that travelled with you".